# Peaky Blinders (serie televisiva)
Peaky Blinders è una serie televisiva britannica, creata da Steven Knight e ambientata a Birmingham tra il 1919 e il 1934.
La banda immaginaria è vagamente basata su una vera banda di giovani urbani con lo stesso nome che era attiva in città dal 1890 al 1920.

## Trama
La storia ha inizio nel 1919 nella Birmingham del primo dopoguerra, dove la popolazione lotta per sopravvivere a un periodo particolarmente difficile dal punto di vista economico e sociale. La vicenda è ambientata nel quartiere di Small Heath e ruota attorno alla famiglia Shelby, il cui secondogenito Thomas, reduce decorato della prima guerra mondiale, è anche il boss della gang detta "Peaky Blinders", dall'usanza di nascondere lamette nel risvolto dei cappelli, in modo da poterle utilizzare anche come arma. In senso stretto il termine "Peaky Blinders" denota la classica forma affusolata del paraocchi del berretto (letteralmente "Peaky Blinders" significa paraocchi a punta).

### Prima stagione
Nella prima stagione, l'egemonia di Tommy Shelby viene messa alla prova dall'arrivo in città dello spietato ispettore di polizia Campbell, di Belfast, che, su mandato dell'allora segretario di Stato alle munizioni Winston Churchill, ha il compito ufficiale di recuperare un carico di armi rubate e ripulire la città dalla delinquenza e dalla crescente influenza delle organizzazioni comuniste nelle fabbriche. Collaboratrice di Campbell è una donna irlandese, bella e dal passato misterioso, Grace Burgess, che riesce a infiltrarsi nel clan Shelby. Un altro problema per gli Shelby è rappresentato dal boss rivale, Billy Kimber, con cui i Peaky Blinders hanno interessi concorrenti riguardo alle scommesse.
Ada Shelby, sorella di Tommy, John e Arthur, è innamorata dell'operaio e attivista comunista Freddie Thorne, di cui resta incinta. Tommy è contrario alla relazione ma, convinto da Polly Gray, zia dei fratelli Shelby, aiuta Freddie ad allontanarsi per qualche tempo da Birmingham per permettere ad Ada di avere il bambino in tranquillità. Superando antiche divergenze con una famiglia di zingari rivali, i Lee, Tommy stipula un'alleanza tra le due famiglie contro la banda di Billy Kimber. Per siglare l'accordo però, Tommy è costretto ad offrire suo fratello minore John in matrimonio ad Esme, giovane e impavida affiliata al clan dei Lee.
Grace continua a passare informazioni a Campbell. Inoltre la donna ottiene l'accesso al libro contabile degli Shelby, inizialmente affidato ad Arthur, che però è incapace di gestire la contabilità.
Verso il finale di stagione, Freddie Thorne torna in città ma viene arrestato e poi fatto evadere grazie a Tommy. Arthur Sr., padre degli Shelby, torna in città e trufferà Arthur, che gli aveva dato dei soldi per un finto progetto che avrebbe dovuto aiutare l'economia degli Shelby. Segnato dal tradimento del padre, Arthur proverà invano a suicidarsi ma non riuscirà. Grace uccide un sicario dell'IRA, della cui morte viene ritenuto colpevole Tommy; i due si innamorano sotto gli occhi gelosi di Campbell, anch'egli innamorato di Grace. Nel finale di stagione Campbell ritrova le armi rubate da Tommy grazie ad una soffiata di Grace, ma Tommy aveva già capito il ruolo della donna e la perdona perché innamorato di lei. Per le strade di Birmingham si consuma un regolamento di conti fra i Peaky Blinders e i ragazzi di Billy Kimber. Nonostante i tentativi di Ada di fermare il conflitto, Danny Whizz-Bang (ex compagno di guerra di Tommy) e Billy Kimber vengono uccisi e Tommy rimane ferito. Negli ultimi istanti prima della fine della puntata, Campbell raggiunge Grace in stazione con l'intento di ucciderla.

### Seconda stagione
1921, i Peaky Blinders stanno regnando a Birmingham; sono passati due anni e gli affari vanno alla grande e Tommy, sempre più ambizioso, decide di espandere i suoi affari verso Londra. Nella capitale britannica, tra tutte le bande londinesi spiccano gli italiani guidati da Darby Sabini e una banda di ebrei guidata da Alfie Solomons, pazzo e intelligente predicatore ebreo. Nel frattempo Grace è andata a vivere in America dove si è sposata, Freddie Thorne è morto per un'epidemia e l'ispettore Campbell, rimasto zoppo dopo il colpo di pistola infertogli da Grace, torna dall'Irlanda, dove è stato promosso maggiore per i servizi d'intelligence. Inizia a collaborare con i Feniani (i cattolici irlandesi favorevoli al trattato con la Gran Bretagna) facendo di Tommy il suo sicario. Nel mentre, Polly decide di far controllare a Tommy i registri dei bambini affidati ai servizi sociali con lo scopo di rintracciare i suoi due figli. Tommy riuscirà poi a trovare i registri e scoprire che la figlia di Polly è morta per l'epidemia, ma il figlio, Michael, 17enne, è ancora vivo e abita in una casa nella campagna londinese con la sua famiglia adottiva. Tommy si reca perciò da Michael, e gli dice che, compiuti 18 anni, potrà tornare da sua madre a Birmingham in una nuova casa che Tommy aveva precedentemente comprato per Polly.
Sabini, nel suo lussuoso locale a Londra, organizza un'imboscata ai danni di Tommy, che in precedenza aveva fatto scoppiare una rissa nel locale durante un giro di perlustrazione con Arthur e John. L'imboscata va a buon fine, e Tommy, picchiato a sangue, viene salvato da Campbell. Poco dopo, Tommy compra un cavallo da corsa, che chiama "Il Segreto di Grace" e affida a una nobile allevatrice di cavalli, May Carleton, con cui ha una breve relazione. Alfie Solomons, alleatosi in precedenza con Tommy, tradisce quest'ultimo e fa torturare Arthur, che si era recato a cena da lui insieme al resto della banda di Solomons. Nel frattempo Tommy e Grace si reincontrano nella casa che Tommy ha comprato a Ada a Primerose Hill. Dopo aver parlato un po' i due si recano ad una cena di gala organizzata da Charlie Chaplin. Successivamente, una volta rientrati a casa, hanno un rapporto sessuale.
A fine stagione, Tommy viene costretto da Campbell a uccidere un generale della cavalleria veterano della prima guerra mondiale, e così gli Shelby ne approfittano per vendicarsi e appropriarsi di tutti i soldi accumulati da Sabini durante le corse, luogo dove viene consumato l'omicidio per mano di Tommy. Quest'ultimo si serve della sua stenografa e amante Lizzie, che seduce il generale portandolo nel retro della struttura. Tommy, dopo un breve scontro, lo uccide. Nel frattempo Polly si imbatte in Campbell, che aveva abusato di lei in cambio della scarcerazione di Michael, precedentemente arrestato. Dopo un breve dialogo tra i due, Polly uccide Campbell con un colpo di pistola al cuore dentro una cabina telefonica.
Mentre Arthur e John rubano i soldi intascati da Sabini, Tommy, dopo aver rincontrato Grace che gli comunica di essere incinta, viene rapito dalla "Rossa Mano Destra", un'organizzazione paramilitare unionista irlandese. Portato in un campo per essere giustiziato, Tommy si inginocchia davanti alla sua fossa e, poco prima della sentenza, il boia uccide i suoi complici e permette a Tommy di scappare comunicandogli di essere un esponente dei servizi segreti, che in futuro chiederanno a Tommy di sdebitarsi con loro.

### Terza stagione
La terza stagione inizia nel 1924, con il matrimonio tra Tommy e Grace. Alla sua cerimonia, Thomas incontra la duchessa Tatiana Petrovna, che offre denaro e gioielli alla famiglia Shelby in cambio di alcuni carri armati che proprio la famiglia deve rubare. Lizzie, la segretaria, ha una storia con il figlio di Vicente Ciangretta, Angelo, e John lo ferisce brutalmente. Questo scatena la rivolta degli italiani che termina con l’omicidio di Grace. Tommy, in preda al dolore, si rinchiude in una tenuta in campagna, isolandosi anche dai propri affetti.
L’antagonista di questa terza stagione sembra essere un prete, tale John Hughes, un rappresentante della Lega Economica che segretamente vuole opporsi all’affare tra la famiglia Shelby e i russi. Tommy con l’aiuto di Solomons raggiunge un accordo con questi ultimi; scoperto il segreto del prete cerca di ucciderlo ma viene anticipato e ricattato. Ripreso il controllo della sua vita fa scavare un tunnel dai suoi scagnozzi per accedere al sotterraneo dei russi, per rubare i gioielli. Il prete spiega che il piano della Lega è molto più grande del previsto, e incarica Tommy di far saltare in aria alcuni vagoni di un treno, facendo ricadere la responsabilità sui russi, minacciando che altrimenti sarà il figlio di Tommy, Charles, a pagarne le conseguenze.
Un gruppo di Peaky Blinders parte alla ricerca di Charles, rapito poco prima; Tommy cerca di portare a termine la rapina, mentre Arthur e John sistemano la bomba. Il piano è salvare il bambino ed evitare di far esplodere il treno. Ma quando Michael raggiunge il piccolo, uccidendo il prete, è troppo tardi: la notizia non giunge in tempo ad Arthur e John e il treno è già esploso. Quando tutto sembra andare per il meglio, con Tommy che riunisce tutta la sua famiglia per dividere gli incassi della vendita dei gioielli, ecco che arriva la brutta notizia: l’influenza della Lega Economica ha reso più rigido il governo britannico, che non sta più sotto gli ordini dei Peaky Blinders: tutta la famiglia Shelby viene arrestata, davanti agli occhi del suo capostipite che resta impassibile.

### Quarta stagione
La quarta stagione si apre con la sentenza di condanna a morte per Arthur, Michael, John e Polly, arrivata prematuramente visto che la fase del processo è stata saltata. Qualche minuto prima dell'impiccagione, Tommy contatta un esponente della corona che dovrà riferire un messaggio da parte del capofamiglia Shelby a Winston Churchill: Tommy è in possesso di informazioni segrete e riservate riguardanti la corona e, nel caso in cui i quattro vengano giustiziati, Tommy diffonderà le informazioni. Churchill annulla l'impiccagione, e i quattro vengono scagionati e, una volta liberi, inizieranno una nuova vita.
Un anno dopo, nel Natale del 1925, tutti si sono rifatti una vita: Polly vive stabilmente con Michael, John si è trasferito con Esme e i loro figli in una tenuta di campagna ed Arthur vive con la moglie Linda e il figlio Billy in una fattoria. Tommy, invece, vive una vita monotona parlando principalmente con Lizzie, Charles e la sua domestica, Frances. Il tutto viene sconvolto dall'arrivo in città di Luca Ciangretta, in cerca di vendetta per ciò che gli Shelby fecero a suo padre Vicente e a suo fratello Angelo. L'obiettivo di Luca è uccidere tutti gli Shelby, e la sua prima vittima è John, ucciso nella sua tenuta da alcuni sicari, che riescono anche a ferire Michael. Tommy riunisce così la famiglia e si allea con Aberama Gold per sconfiggere i Changretta. Per ricambiare il favore che Gold ha fatto a Tommy, quest'ultimo inizia a far allenare suo figlio, Bonnie, per farlo diventare un pugile professionista. Poco dopo, Tommy organizzerà un incontro tra Bonnie e Goliath, il pugile di Alfie Solomons, che questa volta sembra essere neutrale nei confronti del conflitto tra i Changretta e gli Shelby. Pochi giorni prima dell'incontro, Tommy si avvicina, tramite una sindacalista, al partito comunista e ai suoi esponenti, che avevano bloccato la città con il grande sciopero del 1926. La sera dell'incontro di pugilato, Bonnie vince ma, durante i festeggiamenti e il trambusto, un sicario raggiunge Arthur e lo uccide.
Giorni dopo, Tommy si incontra con la madre di Changretta che gli offre la pace in cambio delle sue attività. Si danno appuntamento in una distilleria di gin, nuovo business su cui gli Shelby puntano, ma l'incontro per Luca si rivela una trappola: Tommy confessa di essersi alleato con Al Capone così da far perdere potere ai Changretta in America. Inoltre, siccome tutti i parenti stretti appartenenti alla famiglia giunti in Inghilterra sono morti, Tommy ha offerto uno stipendio più alto agli uomini di Luca, che lo hanno tradito passando dalla sua parte. Credendo di essere sconfitto, Luca attacca Tommy, che riesce a difendersi e immobilizzarlo. Mentre Luca è bloccato, spunta da dietro l'angolo Arthur, che si era solo finto morto per convincere Luca a venire all'incontro, e lo uccide con un colpo alla testa. Poco dopo, Tommy raggiunge Alfie su una spiaggia per ucciderlo, dopo l'ennesimo tradimento ai danni degli Shelby. Alfie confida a Tommy di avere il cancro, probabilmente contratto dopo l'inalazione dei gas tossici usati in guerra e approfitta della distrazione di Tommy per sparargli a sorpresa, ma lo ferisce solamente al braccio mentre Tommy lo prende in piena faccia. La stagione si conclude con Tommy che offre i suoi servigi al governo britannico, per consegnarli gli elementi più rivoluzionari del partito comunista in città. E in cambio chiede la candidatura a parlamento, venendo eletto, alle elezioni suppletive del 1927, deputato laburista per Birmingham.

### Quinta stagione
La stagione inizia con il martedì nero del 29 ottobre 1929, con il crollo della borsa di Wall Street a New York, dove gli Shelby perdono tutti i loro investimenti negli Stati Uniti. Nel corso di una seduta a Westminster, Tommy conosce il deputato laburista Oswald Mosley, ma che si appresta a fondare il British Union of Fascists. Ada intanto è incinta di un colonnello di colore dei servizi segreti di nome Ben Younger, mentre Michael torna dagli Stati Uniti con Gina (la sua neo moglie), e mostra velleità di succedere a Tommy. Mosley invita Tommy a fare il vicesegretario del nuovo partito e lui, che vuole fermarlo, accetta per scoprire i suoi piani. Intanto i Peaky Blinders vengono attaccati da una gang di Glasgow, i Billy Boys, che crocifiggono il figlio di Aberama Gold. Le due organizzazioni, tramite Mosley, stipulano una tregua e si accordano per il trasporto di 7 tonnellate di oppio.
In un ricevimento a casa Shelby, Mosley annuncia la nascita del nuovo partito, ma quando Tommy fornisce delle prove a Ben Younger, questi salta in aria nella sua auto. Tommy allora organizza un comizio a Birmingham in cui parlerà insieme a Mosley, e prepara un attentato con l'aiuto di Alfie Solomons (sopravvissuto allo sparo di Thomas, seppur perdendo un occhio). Ma l'ex soldato che doveva sparargli viene ucciso misteriosamente pochi secondi prima, così come Aberama intento ad uccidere il capo dei Billy Boys e protettore di Oswald Mosley, Jimmy McCavern. Fallito l'attentato, la stagione si conclude con un disperato Tommy che ritorna nella sua villa, dove, in preda alle continue visioni della defunta moglie, si punta una pistola alla testa.

### Sesta stagione
Dopo il tentativo di suicidio di Tommy, quest'ultimo riceve una chiamata dal Capitano Swing che si prende il merito di aver sventato il tentato assassinio di Mosley. Restituisce i corpi di Barney, Aberama e Polly, anch'essi uccisi durante l'attentato. L'intera famiglia Shelby si riunisce per il funerale di Polly con Michael che giura vendetta. Nel 1933, Tommy, ora astemio, organizza un incontro con Michael e soci in affari di Jack Nelson, un leader di una banda di South Boston e zio di Gina sull'Isola di Miquelon. A seguito di colloqui infruttuosi per rientrare in affari, Tommy fa finire Michael in prigione per possesso di oppio. Più tardi, Tommy riceve una telefonata da Lizzie che annuncia che lei, Charles e Ruby non possono recarsi in Canada a causa dell'improvvisa malattia della figlia e per questo decide di tornare in Gran Bretagna. Durante una missione diplomatica per il presidente Franklin D. Roosevelt, Nelson esprime interesse a incontrare i fascisti. Dopo un teso incontro con Mosley e la sua fidanzata Lady Diana Mitford, Tommy incontra Nelson e accetta di fornire informazioni sulle attività politiche dell'Inghilterra alla sua banda in cambio di oppio. Tommy viene informato che Ruby è di nuovo malata e decide di contattare Esme. Mentre Ruby si ammala di tisi e viene curata con scaglie d'oro, Tommy va alla ricerca della fonte della maledizione e lascia ad Ada l'incarico di gestire la banda. Tommy scopre che Bethany Boswell aveva dato lo zaffiro maledetto che una volta apparteneva a Grace, che morì dopo che Tommy glielo aveva regalato, a Evadne Barwell che aveva una figlia morta all'età di 7 anni, spingendo Tommy a credere che fosse Barwell che aveva maledetto Ruby per vendetta. Tommy torna a Birmingham e va direttamente all'ospedale dove si trova Ruby. Lizzie lo incontra all'ingresso per dirgli che il trattamento non ha funzionato e che la figlia è morta. Durante il funerale, Tommy si vendica e va ad uccidere la famiglia Barwell che ha maledetto Ruby. Sconvolto dal dolore, Tommy ignora le lettere del suo medico personale mentre il suo rapporto con Lizzie è ancora più teso. Ha luogo l'incontro tra Tommy, Mosley, Diana, Captain Swing e Nelson: Nelson accetta di lasciare che Tommy commerci oppio a Boston mentre ottiene informazioni da Mosley sul futuro politico dell'Inghilterra e concorda con Swing che la classe operaia irlandese può essere trasformata. Tommy finalmente incontra il dottor Holford e gli viene detto che a causa del contatto con Ruby mentre era malata, ha sviluppato un tubercoloma inoperabile e che ora gli rimangono solo tra i 12 ed i 18 mesi da vivere.  Presenta il figlio appena ritrovato, Erasmus Shelby, detto Duke, a una riunione di famiglia. In seguito Lizzie lascia Tommy dopo la sua relazione con Diana, prendendosi con sé Charles. Tommy ordina al resto dei Peaky Blinders di smantellare la sua casa e fornisce false informazioni all'informatore Billy Grade per attirare l'IRA in una trappola.  Sull'Isola di Miquelon, Tommy incontra Michael, che nel frattempo è stato rilasciato dalla prigione. Il suo amico Johnny Dogs scambia un'autobomba destinata a Tommy, che dopo l'incontro uccide i soci di Michael. Tommy in seguito uccide Michael, realizzando la previsione di Polly. Un mese dopo aver salutato la sua famiglia, Tommy si prepara a spararsi da solo. Ma dopo aver visto una visione di Ruby e il dottor Holford raffigurato con Mosley in un giornale parzialmente bruciato, Tommy si rende conto che gli era stata data una falsa diagnosi di tubercoloma inoperabile. Tommy parte per uccidere Holford, ma si rende conto di essere finalmente cambiato e finisce per risparmiargli la vita. Dopo essere tornato e aver visto bruciare il suo carro e le cose rimanenti, Tommy sale sul suo cavallo bianco e scappa via.

## Episodi
| Stagione         | Episodi | Prima TV originale | Pubblicazione Italia |
| ---------------- | ------- | ------------------ | -------------------- |
| Prima stagione   | 6       | 2013               | 2015                 |
| Seconda stagione | 6       | 2014               | 2016                 |
| Terza stagione   | 6       | 2016               | 2017                 |
| Quarta stagione  | 6       | 2017               | 2017                 |
| Quinta stagione  | 6       | 2019               | 2019                 |
| Sesta stagione   | 6       | 2022               | 2022                 |

## Personaggi e interpreti
- Thomas Shelby (stagioni 1-6), interpretato da Cillian Murphy, doppiato da Simone D'Andrea: è il leader assoluto dei Peaky Blinders nato il 16 ottobre 1890 e fratello di Arthur, John, Ada e Finn Shelby. Tommy ha prestato servizio nella prima guerra mondiale con il grado di sergente maggiore e fu decorato per il coraggio.
- Chester Campbell (stagioni 1-2), interpretato da Sam Neill, doppiato da Gino La Monica: nato il 9 aprile 1850, un poliziotto irlandese inviato da Belfast con il compito di recuperare una partita di armi rubate a Birmingham.
- Polly Gray (stagioni 1-5), interpretata da Helen McCrory, doppiata da Roberta Greganti: la zia di Tommy e dei suoi fratelli, e tesoriera dei Peaky Blinders, nata l'11 febbraio 1884.
- Arthur Shelby Jr. (stagioni 1-6), interpretato da Paul Anderson, doppiato da Loris Loddi: è il maggiore dei fratelli Shelby. A causa delle sue esperienze durante la guerra soffre di PTSD, scatti d'ira che sfociano nella violenza, costanti sbalzi d'umore e tendenze suicide, nato il 30 aprile 1887 è uno dei leader dei Peaky Blinders.
- Freddie Thorne (stagione 1), interpretato da Iddo Goldberg, doppiato da Alessio Cigliano: noto comunista che ha combattuto nella Grande Guerra come sergente accanto a Tommy. Diventa poi il marito di Ada Shelby.
- Grace Shelby (stagioni 1-3, 5), interpretata da Annabelle Wallis, doppiata da Chiara Gioncardi: è la collaboratrice dell'ispettore Campbell che lavora sotto copertura come barista nel Garrison, il covo dei Peaky Blinders, nata il 25 maggio 1892. Alla fine si sposa con Tommy e i due hanno un bambino, Charlie.
- Ada Shelby Thorne (stagioni 1-6), interpretata da Sophie Rundle, doppiata da Erica Necci: l'unica sorella dei fratelli Shelby, nata il 16 settembre 1896. Innamorata fin da piccola di Freddie Thorne da cui ha un figlio, Karl. Inizialmente non è coinvolta con i Peaky Blinders, poi dalla stagione 3 assume una posizione di leadership nella filiale della Shelby Company negli Stati Uniti.
- John Shelby (stagioni 1-4), interpretato da Joe Cole, doppiato da Lorenzo De Angelis: Nato nel 1895, è il terzo dei fratelli Shelby. Veterano della prima guerra mondiale e uno dei leader dei Peaky Blinders. All'inizio della storia è vedovo e padre di quattro figli.
- Charlie Strong (stagioni 1-6), interpretato da Ned Dennehy, doppiato da Angelo Nicotra (stagioni 1-3) e da Stefano Alessandroni (stagioni 4-6): proprietario di un cantiere navale al servizio dei Peaky Blinders.
- Jeremiah Jesus (stagioni 1-6), interpretato da Benjamin Zephaniah, doppiato da Roberto Draghetti (stagioni 1-5): predicatore e amico dei Peaky Blinders.
- Winston Churchill (stagioni 1, 5-6, ricorrente stagione 2), interpretato da Andy Nyman (stagione 1), Richard McCabe (stagione 2) e da Neil Maskell (stagioni 5-6), doppiato da Marco Mete (stagione 1) e da Paolo Lombardi (stagioni 2, 5-6).
- Roberts (stagione 1), interpretato da David Dawson, doppiato da Fabrizio Vidale: il contabile di Billy Kimber.
- Billy Kimber (stagione 1), interpretato da Charlie Creed-Miles, doppiato da Gianni Bersanetti: un boss di Birmingham che si occupa di scommesse sulle corse di cavalli.
- Arthur Shelby Sr. (stagione 1), interpretato da Tommy Flanagan, doppiato da Massimo Corvo: Nato intorno al 1860, è il padre di Tommy, Arthur, John, Ada e Finn.
- Lizzie Shelby (stagioni 2-6, guest star stagione 1), interpretata da Natasha O'Keeffe, doppiata da Maura Cenciarelli: è un'ex-prostituta che lavora come segretaria per Tommy. Rimane incinta di sua figlia Ruby e si sposano, anche se Tommy continua ad essere legato al ricordo di Grace.
- May Carleton (stagioni 2, 4), interpretata da Charlotte Riley, doppiata da Domitilla D'Amico: una ricca vedova che possiede cavalli da corsa. Diventerà l'amante di Tommy.
- Michael Gray (stagioni 2-6), interpretato da Finn Cole, doppiato da Manuel Meli: Nato nel 1903, è il figlio biologico di Polly Gray e contabile dei Peaky Blinders; tuttavia man mano nella serie tenterà di prendere il posto di Tommy, accendendo una rivalità.
- Darby Sabini (stagione 2), interpretato da Noah Taylor, doppiato da Andrea Tidona: il boss della mafia italiana a Camden Town.
- Alfie Solomons (stagioni 2-6), interpretato da Tom Hardy, doppiato da Riccardo Scarafoni: è il capo di una gang ebraica, a Camden Town. È violento e imprevedibile, ma intelligente.
- Esme Shelby (stagioni 3-4, 6, ricorrente stagioni 1-2), interpretata da Aimee-Ffion Edwards, doppiata da Joy Saltarelli: membro della famiglia Lee che diventa poi la moglie di John Shelby. Torna a vivere con i rom insieme ai suoi figli in seguito alla morte di John.
- Johnny Dogs (stagioni 3-6, ricorrente stagioni 1-2), interpretato da Packy Lee, doppiato da Alberto Bognanni: è uno scagnozzo di etnia zingara che inizialmente lavora al soldo della famiglia Lee per poi lavorare per Tommy.
- Tatiana Petrovna (stagione 3), interpretata da Gaite Jansen, doppiata da Federica De Bortoli: è una ricca e seducente principessa russa che fa affari con i Peaky Blinders. Diventa l'amante di Tommy.
- Leon Romanov (stagione 3), interpretato da Jan Bijvoet, doppiato da Luca Biagini: lo zio di Tatiana Petrovna.
- Izabella Petrovna (stagione 3), interpretata da Dina Korzun, doppiata da Monica Gravina: la zia di Tatiana Petrovna.
- Ruben Oliver (stagione 3), interpretato da Alexander Siddig, doppiato da Mario Cordova: è un ritrattista che intraprende una relazione con Polly Gray.
- John Hughes (stagione 3), interpretato da Paddy Considine, doppiato da Angelo Maggi: un prete che lavora per il governo britannico con la sezione D.
- Curly (stagioni 4-6, ricorrente stagioni 1-3), interpretato da Ian Peck, doppiato da Dario Oppido: è l'assistente di Charlie Strong.
- Linda Shelby (stagioni 4-6, ricorrente stagione 3), interpretata da Kate Phillips, doppiata da Valentina Mari: è la moglie di Arthur Shelby. Profondamente credente, riesce a tenere a bada il lato più incontrollabile di Arthur. Insieme hanno un bambino, Billy.
- Jessie Eden (stagioni 4-5), interpretata da Charlie Murphy, doppiata da Benedetta Degli Innocenti: è un'enigmatica attivista sindacale e amante di Thomas Shelby.
- Bonnie Gold (stagioni 4-5), interpretato da Jack Rowan, doppiato da Stefano Broccoletti: è un campione di boxe e figlio di Aberama Gold.
- Aberama Gold (stagioni 4-5), interpretato da Aidan Gillen, doppiato da Riccardo Rossi: è un alleato di etnia zingara della famiglia Shelby.
- Luca Changretta (stagione 4), interpretato da Adrien Brody, doppiato da Massimiliano Manfredi: un mafioso di New York che arriva in Inghilterra con il compito di eliminare la famiglia Shelby per una vendetta. Dopo brillanti manovre che porteranno alla morte di John Shelby, inizierà a perdere i suoi uomini di fiducia e verrà tratto in una trappola da Tommy, Polly e Finn.
- Ben Younger (stagione 5, guest star stagione 4), interpretato da Kingsley Ben-Adir, doppiato da Guido Di Naccio: un giovane colonnello che ha una relazione con Ada Thorne.
- Gina Gray (stagioni 5-6), interpretata da Anya Taylor-Joy, doppiata da Veronica Puccio: la moglie di Michael Gray proveniente dall'America.
- Barney Thomason (stagione 5), interpretato da Cosmo Jarvis: è un cecchino compagno d'armi dei fratelli Shelby nel primo conflitto mondiale. Ricoverato in un ospedale psichiatrico, viene liberato da Tommy.
- Brilliant Chang (stagione 5), interpretato da Andrew Koji, doppiato da Gianfranco Miranda: un criminale cinese coinvolto nel contrabbando dell'oppio.
- Jimmy McCavern (stagione 5), interpretato da Brian Gleeson, doppiato da Gianluca Tusco: è il leader dei Billy Boys.
- Oswald Mosley (stagioni 5-6), interpretato da Sam Claflin, doppiato da Andrea Mete: un famoso politico fascista del Regno Unito.
- Madre Superiora (stagione 5), interpretata da Kate Dickie: il capo di un gruppo di suore.
- Finn Shelby (stagione 6, ricorrente stagioni 1-5), interpretato da Alfie Evans-Meese (stagione 1) e da Harry Kirton (stagioni 2-6), doppiato da Andrea Di Maggio: Nato nel 1908, il più giovane dei fratelli Shelby.
- Isiah Jesus (stagione 6, ricorrente stagioni 2-5), interpretato da Jordan Bolger (stagioni 2-4) e da Daryl McCormack (stagioni 5-6), doppiato da Jacopo Castagna: figlio di Jeremiah Jesus e membro dei Peaky Blinders.
- Frances (stagione 6, ricorrente stagioni 4-5), interpretata da Pauline Turner, doppiata da Daniela Calò: la domestica di Tommy Shelby.
- Billy Grade (stagione 6, ricorrente stagione 5), interpretato da Emmett J. Scanlan, doppiato da Francesco Pezzulli: un ex calciatore diventato cantante e alleato dei Peaky Blinders.
- Laura McKee / Capitano Swing (stagione 6, guest star stagione 5), interpretata da Charlene McKenna, doppiata da Georgia Lepore: leader dell'IRA a Belfast.
- Diana Mitford (stagione 6), interpretata da Amber Anderson, doppiata da Francesca Manicone: la seconda moglie di Oswald Mosley, una delle aristocratiche sorelle Mitford e una socialite fascista.
- Jack Nelson (stagione 6), interpretato da James Frecheville, doppiato da Marco Vivio: il leader di una gang del sud di Boston, zio di Gina e boss di Michael negli Stati Uniti.
- Hayden Stagg (stagione 6), interpretato da Stephen Graham, doppiato da Alessandro Quarta: un operaio che lavora al porto di Liverpool.
- Dott. Holford (stagione 6), interpretato da Aneurin Barnard, doppiato da Stefano Crescentini: il medico di base di Tommy.
- Erasmus "Duke" Shelby (stagione 6), interpretato da Conrad Khan, doppiato da Tito Marteddu: Nato nel 1915, il figlio primogenito di Tommy Shelby che ha avuto durante la Grande Guerra.
- Karl Thorne (stagione 6), interpretato da George Gwyther (stagione 3), e da Callum Booth-Ford (stagione 5,6)

Nato nel 1919 durante la prima stagione assistiamo alla sua nascita, figlio di Ada Shelby e Freddie Thorne e nipote di Thomas, Arthur, John e Finn
- Charles Shelby (stagione 6), interpretato da Billy Jenkins: Nato nel 1922, secondogenito di Tommy (dopo Duke) e di Grace, e nipote di Ada, Arthur, John e Finn, e fratellastro di Ruby.
- Ruby Shelby (stagione 5-6), interpretata da Heaven Leigh Clee (stagione 5) e da Orla McDonagh: Nata nel 1926, terzogenita di Thomas, avuta dal matrimonio tra Thomas e Lizzie, sorellastra di Charlie e Duke e nipote di Arthur, Ada e Finn

## Distribuzione
La serie ha esordito al Festival Internazionale del Cinema di Edimburgo a giugno 2013, dove sono stati mostrati i primi due episodi al pubblico. La première della terza stagione è avvenuta il 5 maggio 2016, dopo oltre un anno dalla fine della seconda. La première della quarta stagione è avvenuta il 15 novembre 2017 in onda sul canale BBC Two. Il 20 dicembre 2017 la BBC ha rinnovato la serie per una quinta stagione, prevista per l'autunno del 2019. Il 18 luglio 2019 il produttore ha confermato che ci sarebbe stata una sesta stagione che sarebbe stata quella conclusiva.
In seguito è stato anche confermato che Peaky Blinders sarebbe terminato con un film, dopo il termine della sesta ed ultima stagione della serie televisiva. In Italia è disponibile su Netflix dal 22 ottobre 2015, mentre su Amazon Prime Video e Pluto TV sono accessibili solo le prime due stagioni.